# Olkhon

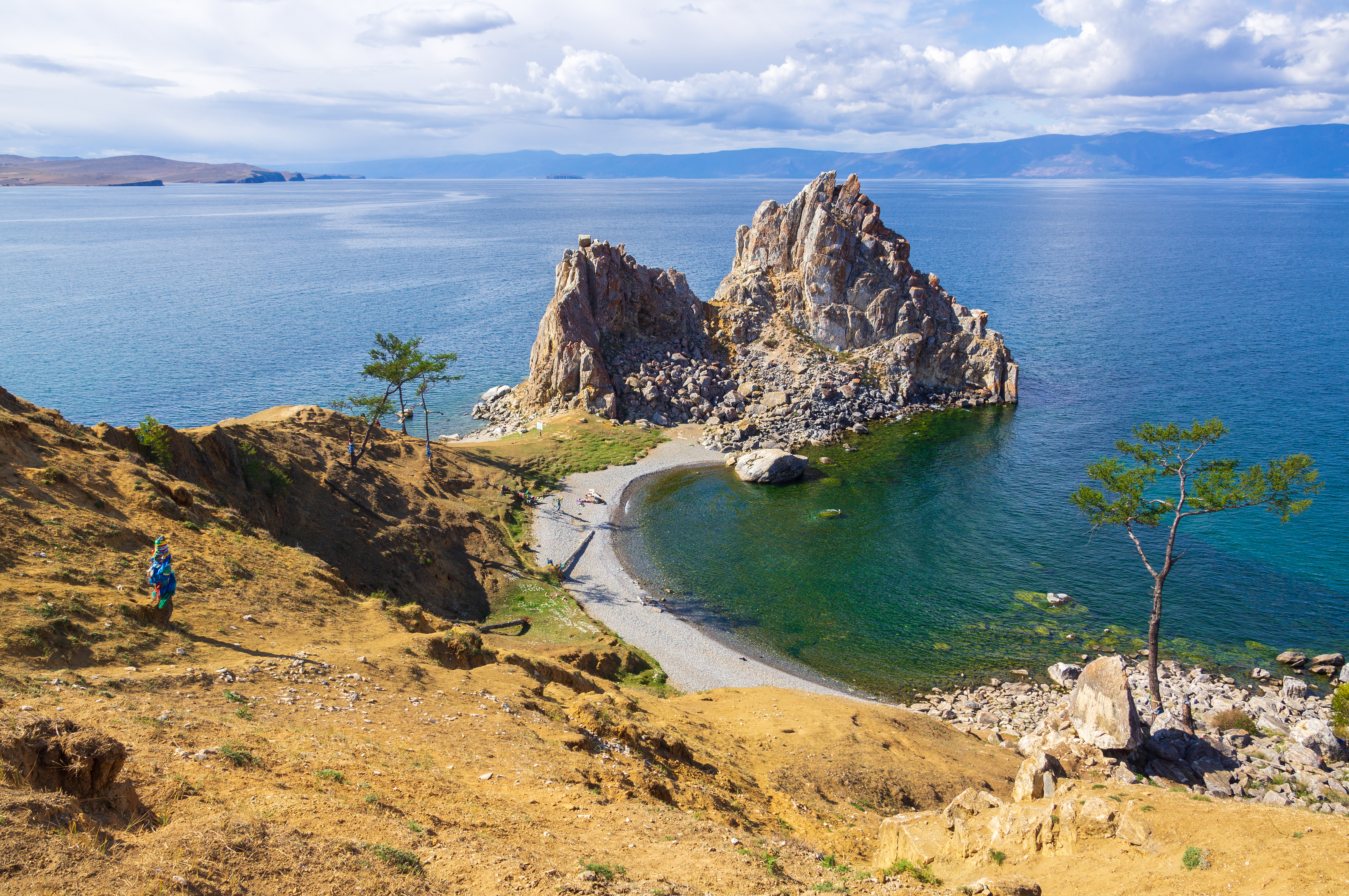
Roca xaman prop de Khuzhir

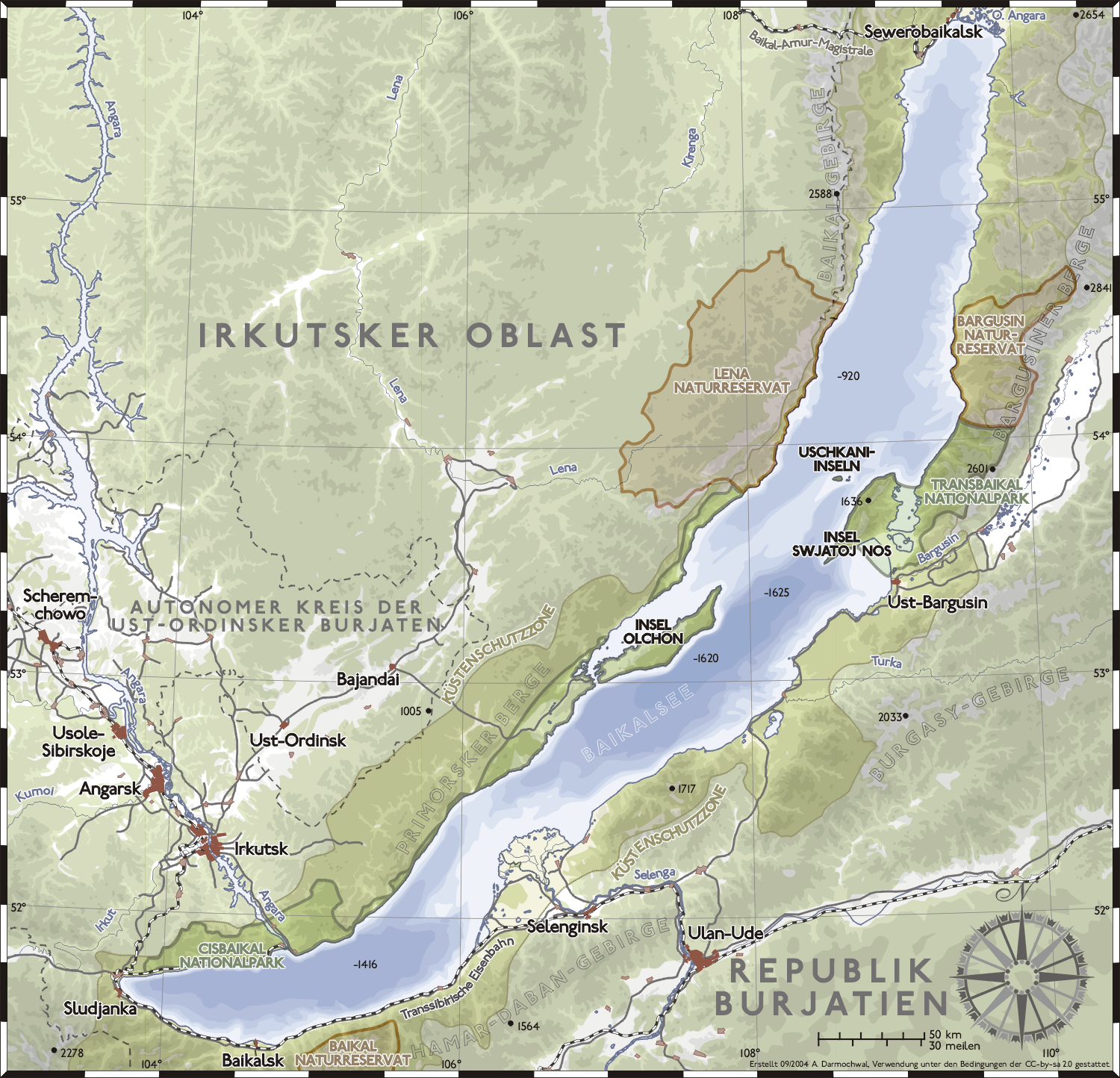
Mapa del Baikal

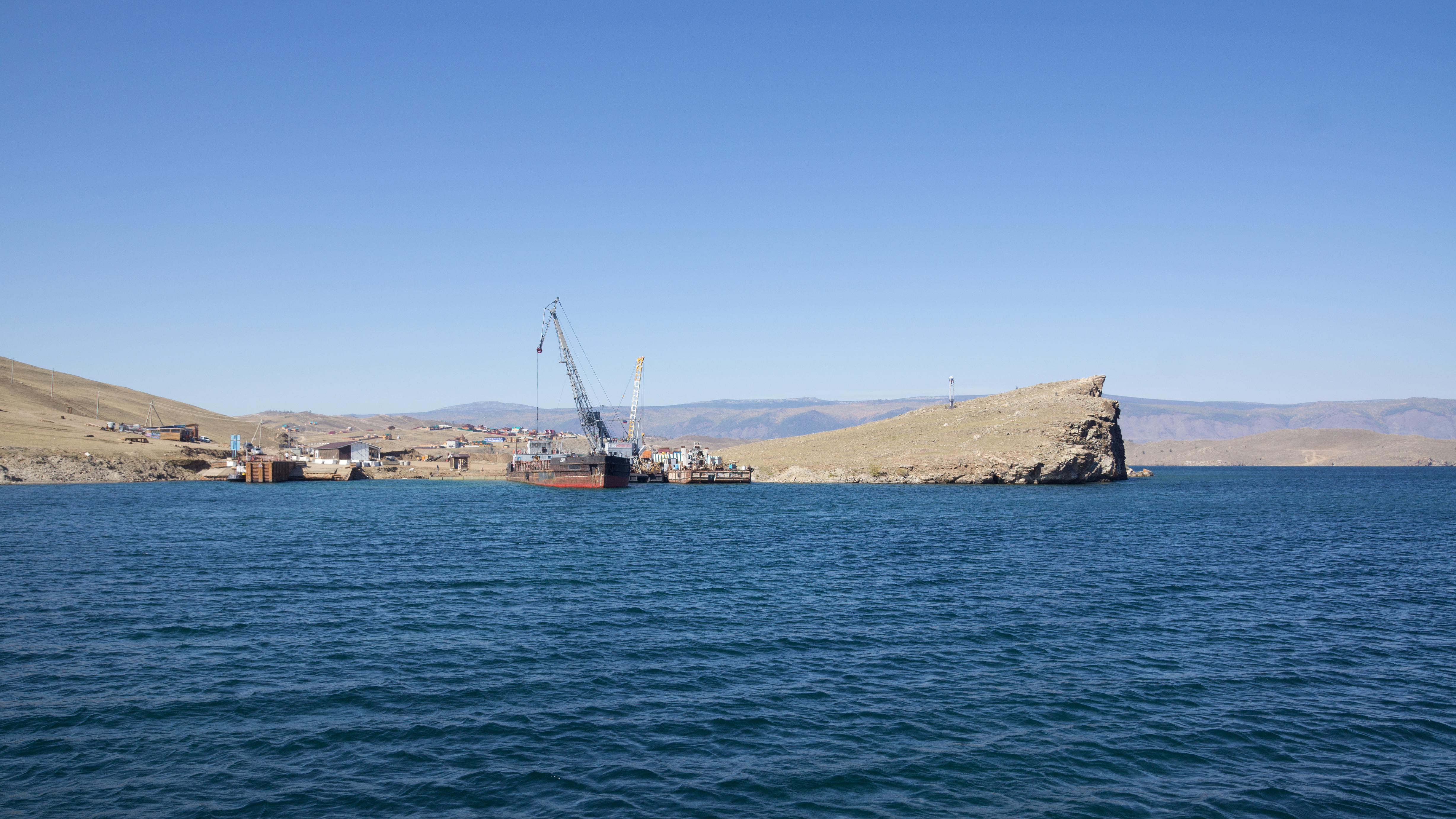
Estret del Mar Petit entre Sibèria i l'illa Olkhon

L'illa Olkhon (en rus: Ольхо́н) és una illa que es troba al llac Baikal, a Sibèria oriental i és la tercera illa lacustre més gran del món per extensió. Fa 71 km de llarg i 12 km d'ample amb una superfície total de 730 km². Prop d'aquesta illa hi ha el punt més profund del llac Baikal (1642 m).

## Geografia
L'aparença de l'illa és el resultat de milions d'anys de moviments tectònics. La muntanya més alta, el mont Jima, està a 1276 msnm i a 818 m d'alçada sobre el nivell del Baikal. L'illa està habitada des de l'antiguitat i era un centre del xamanisme. Actualment està poblada per russos i buriats amb vuit assentaments situats en la zona d'estepa, els principals anomenats Khujir (la capital administrativa) i Kharantsí. Hi ha una estació científica anomenada Uzuri. La majoria de la població (uns 1.500 habitants) es dedica a la pesca i darrerament també al turisme que prové majoritàriament d'Irkutsk i altres regions de Rússia. La temperatura de l'aigua arriba als 18 °C de temperatura el mes d'agost. Les temperatures de l'aire són de −21 °C al gener i de +16 °C al juliol.

## Problemes mediambientals
El principal problema és l'eliminació del residus domèstic que al present es diposita de forma incontrolada al bosc. Un altre problema és l'aprofitament forestal il·legal (que es fa de nit).

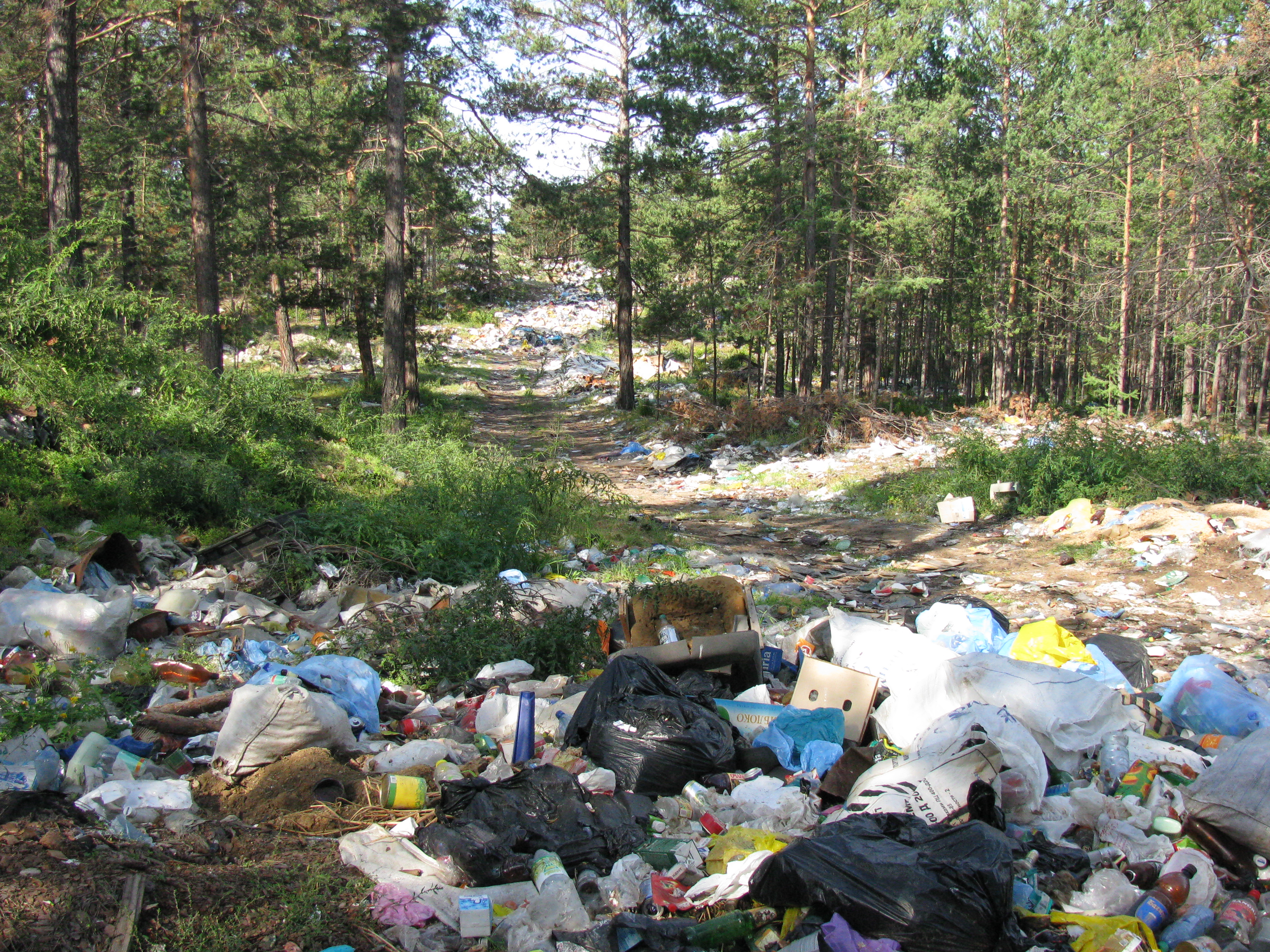
Bosc ple d'escombraries prop de Khujir
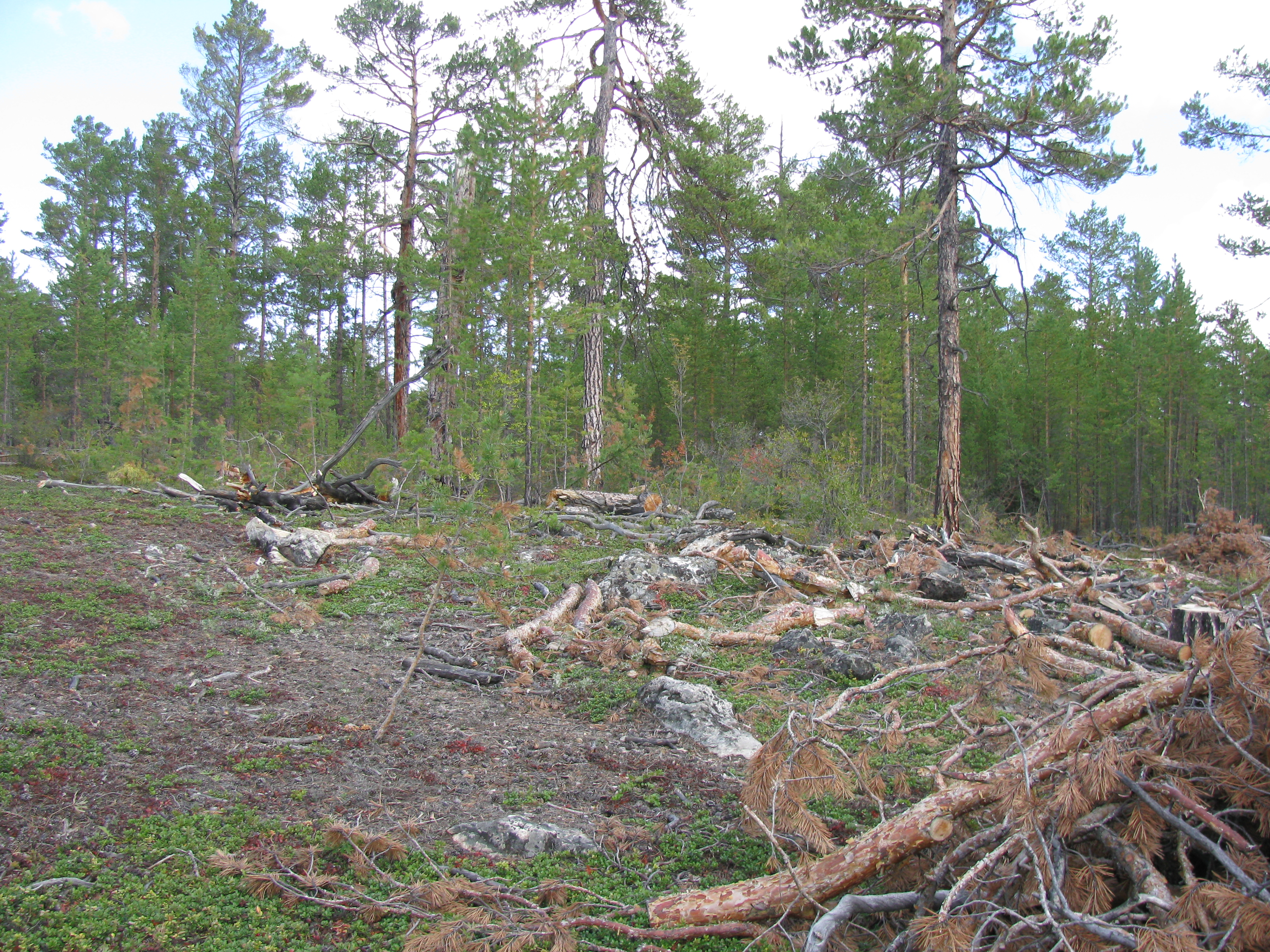
Desforestació a Oikhon